# Zygmunt Sprycha
Zygmunt Sprycha (ur. 21 czerwca 1926, zm. 27 listopada 2013 w Warszawie) – polski działacz państwowy, doktor nauk ekonomicznych, wojewoda białostocki (1972–1980).

## Życiorys
Syn Piotra i Marianny. Ukończył studia ekonomiczne, posiadał tytuł doktora nauk ekonomicznych. Autor kilku książek ekonomicznych, m.in. Źródła obniżki kosztów własnych w przemyśle piekarniczym (1956), Koszty własne w nowych zakładach przemysłowych (1961).
Od 4 marca 1972 do 12 grudnia 1973 był przewodniczącym Wojewódzkiej Rady Narodowej. W 1972 został wojewodą białostockim; w 1975 po reformie administracyjnej zakres terytorialny władzy znacznie się zmniejszył do nowego województwa białostockiego. Z końcem 1980 zakończył urzędowanie, od początku 1981 zastąpił go Kazimierz Dunaj.
Zmarł 27 listopada 2013 roku w wieku 87 lat. Pochowano go w rodzinnym grobie na Starych Powązkach.